# Characinus curimata
Characinus curimata és una espècie de peix de la família dels caràcids i de l'ordre dels caraciformes.